# Per Rex Christensen
Per Rex Christensen (3 de mayo de 1936, Kolding, Dinamarca) es un astrónomo danés.
Realizó sus estudios en la Universidad de Copenhague, finalizando un master en el año 1960 y un doctorado en el año 1970.
Es profesor emérito de la Universidad de Copenhague.
El Centro de Planetas Menores le atribuye el descubrimiento del asteroide (4444) Escher realizado el 16 de septiembre de 1985 en colaboración con Leif Hansen y Hans Ulrik Nørgaard-Nielsen.